# 鐵白雲石
鐵白雲石（英語：Ankerite）是一種含鈣，鐵，鎂，錳，的菱形碳酸鹽礦物，在組成中，白雲岩石密切相關，鎂的成分被不同量的鐵（II）和錳代替，與白雲岩和錳白雲石形成固溶體系列。鐵白雲石晶體學和物理特徵類似於白雲石和菱铁矿。 具完整的菱形裂解理面，其夾角為73°48'。硬度為3.5至4，比重為2.9至3.1。顏色為白色混灰色、紅色及淡黃色。
鐵白雲石於1825年由W. von Haidinger鑒定為新礦物，以奧地利礦物學家施蒂里亞Matthias Joseph Anker（1771年-1843年）的名字命名。

## 成因产状
鐵白雲石和錳白雲石產於在變質的鐵石和含帶狀鐵層的沈積岩中，也產於在火成碳酸鹽岩中。在沉積物中，是經由熱液作用而沉積出來的原生或成岩礦物。過去曾被稱爲棕色晶石，珍珠晶石和苦味晶石。共伴生矿物有白云石、菱铁矿。主要產地在塔斯馬尼亞州鄧達斯的塔斯馬尼亞州西部。